# Betar
Il Betar, o anche Beitar, (in ebraico, בֵּיתַ "ר, acronimo di בְּרִית יוֹסֵף טרוּמְפֶּלְדּוֹר, Brit Yosef Trumpeldor, "Il Patto di Yosef Trumpeldor") è il movimento giovanile del Partito revisionista sionista fondato da Vladimir Žabotinskij, precursore del movimento Herut del premier Menachem Begin, che divenne elemento centrale nella fondazione del partito Likud. Il movimento Beitar è attualmente presente nelle comunità ebraiche di dodici paesi: Israele, Australia, Canada, Regno Unito, Stati Uniti d'America, Sudafrica, Francia, Ucraina, Uruguay, Brasile, Argentina e Turchia (anche se in quest'ultimo è illegale).